# 336 f.Kr.
| 336 f.Kr.          |
| ------------------ |
| Dødsfald - Fødsler |
|                    |

## Dødsfald
- Filip 2. af Makedonien, makedonsk konge (født 382 f.Kr.)

| År | Spire Denne artikel om et år, årti, århundrede eller årtusinde er en spire som bør udbygges. Du er velkommen til at hjælpe Wikipedia ved at udvide den. |